# Пэйн, Александр
Константин Александр Пэйн (англ. Constantine Alexander Payne; род. 10 февраля 1961) — американский кинорежиссёр, сценарист и продюсер. Двукратный лауреат премии «Оскар». Его фильмы известны своим чёрным юмором и сатирическим описанием современного американского общества.

## Ранние годы
Дед Пэйна по отцовской линии был эмигрантом из Греции (до переезда в США носил фамилию Пападопулос), бабушка со стороны отца — уроженка Омахи немецкого происхождения. Мать Пегги Пэйн (в девичестве Константин, род. 1923) родилась в Бирмингеме (штат Алабама) в семье иммигрантов из Греции. Его отец Джордж Пэйн (1915—2014) был владельцем ресторана Virginia Cafe, и Александр был самым младшим из трёх сыновей. Пэйн вырос в том же районе, что и Уоррен Баффет. Александр Пэйн окончил Стэнфордский университет, где он, в большей степени, изучал историю и испанский язык. Чтобы повысить свой уровень знания испанского, он учился в Саламанском университете (Испания). В 1990 году получил степень Магистра искусств в Школе театра, кино и телевидения.

## Карьера
Пэйн несколько лет работал в кино и на телевидении, прежде чем в 1996 году он написал сценарий и снял свой первый полнометражный кинофильм «Гражданка Рут». Его фильм «Выскочка», в котором главные роли исполнили Мэттью Бродерик и Риз Уизерспун, рассказывает о политике и образовании в Америке, привлёк внимание, когда кинокритик еженедельника The New Yorker Дэвид Денби назвал его лучшим фильмом 1999 года. В 2000 году Пэйн был номинирован на «Оскар» в категории «Лучший адаптированный сценарий».
В том же году он пытался написать сценарий к комедии «Знакомство с родителями», но его вариант был отклонён. В 2001 году принимал участие в создании сценария «Парка юрского периода III». Спустя два года Александр Пэйн выиграл «Золотой глобус» за сценарий к фильму «О Шмидте», который также получил премию Гильдии сценаристов Америки за лучший адаптированный сценарий. Многих удивило то, что за этот сценарий Пэйн и его постоянный соавтор Джим Тейлор даже не были номинированы на «Оскар». В 2005 году Пэйн выиграл и BAFTA, и «Золотой глобус», и «Оскар» за сценарий к фильму «На обочине». Также данная кинокартина получила премию «Золотой глобус» в категории «Лучший фильм — комедия или мюзикл». Всего «На обочине» получил пять номинаций на «Оскар».
Пэйн также был продюсером фильмов «Мой папа псих» и «Дикари». Кроме того, Пэйн вместе с Джимом Тейлором были привлечены к написанию сценария к комедии Денниса Дугана «Чак и Ларри: Пожарная свадьба». Пэйну не понравился конечный вариант сценария, потому что Адам Сэндлер настолько изменил всю историю, что почти всё, что Пейн и Тейлор написали, было убрано.
Фильмы Пэйна рассказывают о супружеских изменах и отношениях между людьми. К тому же он старается снимать свои фильмы в Омахе. В некоторых сценах он любит показывать исторические памятники и музеи. В его лентах в эпизодических ролях часто снимаются реальные люди (реальные учителя играют учителей, реальные полицейские — полицейских и так далее). В качестве драматического приёма в его кинолентах часто используются телефонные монологи. Пэйн является одним из тех немногих режиссёров, кто независимо от студийных боссов может руководить монтажом фильма.
В 2005 году он стал членом совета управляющих Академии кинематографических искусств и наук (Отделение режиссёров). Его постоянным соавтором является Джим Тейлор.
Два из последних проектов Пэйна — «Потомки» (2011) и «Небраска» (2013) — детально затрагивают тему семейных взаимоотношений. Оба фильма были выдвинуты на «Оскар» как лучшие в году, а за сценарий к «Потомкам» Пэйн был удостоен второй статуэтки в карьере.
Седьмой полнометражный фильм «Короче» («Downsizing») вышел в 2017 году. Это фильм о больших переменах в жизни главного героя, Пола, вызванных маленьким человеком, неприметной женщиной, сумевшей показать ему, что быть счастливым — прежде всего жить для других.

## Личная жизнь
С 2003 по 2006 год Пэйн был женат на актрисе Сандре О. С 2015 года он женат на филологе Марии Контос, от которой у Пэйна есть дочь.
Среди его хороших друзей есть такие режиссёры, как Джей Роуч, Дэвид О. Расселл и Спайк Джонз. Он является членом совета директоров некоммерческого кинотеатра в Омахе. Он выступает за сохранения фильмов.[прояснить] В последние годы он помогал сохранить классический кинотеатр в штате Небраска.

## Фильмография
| Год  | Русское название              | Оригинальное название             | Сфера деятельности | Сфера деятельности | Сфера деятельности | Примечания                |
| Год  | Русское название              | Оригинальное название             | Режиссёр           | Сценарист          | Продюсер           | Примечания                |
| ---- | ----------------------------- | --------------------------------- | ------------------ | ------------------ | ------------------ | ------------------------- |
| 1996 | Гражданка Рут                 | Citizen Ruth                      | Да                 | Да                 | Нет                |                           |
| 1999 | Выскочка                      | Election                          | Да                 | Да                 | Нет                |                           |
| 2001 | Парк юрского периода III      | Jurassic Park III                 | Нет                | Да                 | Нет                |                           |
| 2002 | О Шмидте                      | About Schmidt                     | Да                 | Да                 | Нет                |                           |
| 2004 | На обочине                    | Sideways                          | Да                 | Да                 | Нет                |                           |
| 2007 | Чак и Ларри: Пожарная свадьба | I Now Pronounce You Chuck & Larry | Нет                | Да                 | Нет                | Черновой вариант сценария |
| 2011 | Потомки                       | The Descendants                   | Да                 | Да                 | Да                 |                           |
| 2013 | Небраска                      | Nebraska                          | Да                 | Нет                | Нет                |                           |
| 2017 | Короче                        | Downsizing                        | Да                 | Да                 | Да                 |                           |
| 2023 | Оставленные                   | The Holdovers                     | Да                 | Нет                | Нет                |                           |

## Награды и номинации
| Премия                              | Год  | Фильм         | Категория                      | Результат |
| ----------------------------------- | ---- | ------------- | ------------------------------ | --------- |
| «Оскар»                             | 2000 | «Выскочка»    | Лучший адаптированный сценарий | Номинация |
| «Оскар»                             | 2005 | «На обочине»  | Лучший режиссёр                | Номинация |
| «Оскар»                             | 2005 | «На обочине»  | Лучший адаптированный сценарий | Победа    |
| «Оскар»                             | 2012 | «Потомки»     | Лучший фильм                   | Номинация |
| «Оскар»                             | 2012 | «Потомки»     | Лучший режиссёр                | Номинация |
| «Оскар»                             | 2012 | «Потомки»     | Лучший адаптированный сценарий | Победа    |
| «Оскар»                             | 2014 | «Небраска»    | Лучший режиссёр                | Номинация |
| «Золотой глобус»                    | 2003 | «О Шмидте»    | Лучший режиссёр                | Номинация |
| «Золотой глобус»                    | 2003 | «О Шмидте»    | Лучший сценарий                | Победа    |
| «Золотой глобус»                    | 2005 | «На обочине»  | Лучший режиссёр                | Номинация |
| «Золотой глобус»                    | 2005 | «На обочине»  | Лучший сценарий                | Победа    |
| «Золотой глобус»                    | 2012 | «Потомки»     | Лучший режиссёр                | Номинация |
| «Золотой глобус»                    | 2012 | «Потомки»     | Лучший сценарий                | Номинация |
| «Золотой глобус»                    | 2014 | «Небраска»    | Лучший режиссёр                | Номинация |
| BAFTA                               | 2005 | «На обочине»  | Лучший адаптированный сценарий | Победа    |
| BAFTA                               | 2012 | «Потомки»     | Лучший фильм                   | Номинация |
| BAFTA                               | 2012 | «Потомки»     | Лучший адаптированный сценарий | Номинация |
| BAFTA                               | 2024 | «Оставленные» | Лучший режиссёр                | Номинация |
| «Выбор критиков»                    | 2003 | «О Шмидте»    | Лучший сценарий                | Номинация |
| «Выбор критиков»                    | 2005 | «На обочине»  | Лучший режиссёр                | Номинация |
| «Выбор критиков»                    | 2005 | «На обочине»  | Лучший сценарий                | Победа    |
| «Выбор критиков»                    | 2012 | «Потомки»     | Лучший режиссёр                | Номинация |
| «Выбор критиков»                    | 2012 | «Потомки»     | Лучший адаптированный сценарий | Номинация |
| «Выбор критиков»                    | 2024 | «Оставленные» | Лучший режиссёр                | Номинация |
| «Независимый дух»                   | 2000 | «Выскочка»    | Лучший режиссёр                | Победа    |
| «Независимый дух»                   | 2000 | «Выскочка»    | Лучший сценарий                | Победа    |
| «Независимый дух»                   | 2005 | «На обочине»  | Лучший режиссёр                | Победа    |
| «Независимый дух»                   | 2005 | «На обочине»  | Лучший сценарий                | Победа    |
| «Независимый дух»                   | 2012 | «Потомки»     | Лучший фильм                   | Номинация |
| «Независимый дух»                   | 2012 | «Потомки»     | Лучший режиссёр                | Номинация |
| «Независимый дух»                   | 2012 | «Потомки»     | Лучший сценарий                | Победа    |
| «Независимый дух»                   | 2014 | «Небраска»    | Лучший режиссёр                | Номинация |
| «Спутник»                           | 2005 | «На обочине»  | Лучший режиссёр                | Номинация |
| «Спутник»                           | 2005 | «На обочине»  | Лучший адаптированный сценарий | Номинация |
| «Спутник»                           | 2011 | «Потомки»     | Лучший режиссёр                | Номинация |
| «Спутник»                           | 2011 | «Потомки»     | Лучший адаптированный сценарий | Победа    |
| «Спутник»                           | 2024 | «Оставленные» | Лучший режиссёр                | Номинация |
| Национальный совет кинокритиков США | 2004 | «На обочине»  | Лучший адаптированный сценарий | Победа    |
| Национальный совет кинокритиков США | 2011 | «Потомки»     | Лучший адаптированный сценарий | Победа    |
| Венецианский кинофестиваль          | 2017 | «Короче»      | Золотой лев                    | Номинация |
| Каннский кинофестиваль              | 2002 | «О Шмидте»    | Золотая пальмовая ветвь        | Номинация |
| Каннский кинофестиваль              | 2013 | «Небраска»    | Золотая пальмовая ветвь        | Номинация |
| Премия Гильдии режиссёров США       | 2005 | «На обочине»  | Лучший режиссёр                | Номинация |
| Премия Гильдии режиссёров США       | 2012 | «Потомки»     | Лучший режиссёр                | Номинация |
| Премия Гильдии режиссёров США       | 2024 | «Оставленные» | Лучший режиссёр                | Номинация |
| Премия Гильдии продюсеров США       | 2012 | «Потомки»     | Лучший фильм                   | Номинация |
| Премия Гильдии сценаристов США      | 2000 | «Выскочка»    | Лучший адаптированный сценарий | Победа    |
| Премия Гильдии сценаристов США      | 2003 | «О Шмидте»    | Лучший адаптированный сценарий | Номинация |
| Премия Гильдии сценаристов США      | 2005 | «На обочине»  | Лучший адаптированный сценарий | Победа    |
| Премия Гильдии сценаристов США      | 2012 | «Потомки»     | Лучший адаптированный сценарий | Победа    |